# Inscription de Sohgaura
L'inscription de Sohgaura est une inscription sur plaque de cuivre, écrite en Prakrit dans le script Brahmi. Elle a été découverte à Soghaura, un village sur les bords de la rivière Rapti, à environ 20km au sud-est de Gorakhpur, dans le District de Gorakhpur, Uttar Pradesh, Inde.
La plaque, formée d'une ligne de dessins symboliques et de quatre lignes de texte est le résultat d'un moulage. L'inscription est parfois présentée comme été pré-Ashoka, voire pre-Maurya, mais l'écriture de la plaque, en particulier la configuration des aksharas laisserait plutôt penser à une date postérieure à Ashoka. De nos jours, cette plaque est généralement considérée comme étant de l'époque Maurya, et semble faire partie du grand ensemble des inscriptions (les Édits d'Ashoka), rédigées par Ashoka à travers l'Inde.
Le texte de la plaque a été traduit comme suit. Il mentionne l'établissement de deux dépôts à grain (Kosthagara) pour lutter contre la famine.

« Au carrefour du nom de Mawasi,
ces deux dépôts à grain sont préparées,
pour le stockage de commodités,
pour les villes de Tiyavani, Mathura et Chanchu. »

— Traduction adaptée de Fleet
Il s'agit de la plus ancienne Inscription indienne sur plaque de cuivre (en) connue,.